# Even Heroes Need a Parachute
Even Heroes Need a Parachute é o álbum de estreia da banda This Beautiful Republic, lançado a 3 de Abril de 2007.
O álbum foi produzido por Allen Salmon e misturado por Mark Needham. Para a promoção do disco a banda foi em torné durante três semanas em Agosto de 2007.
O disco foi descrito com influências pop, especificamente na faixa "Black Box".
O single "Right Now" foi escrito juntamente pelo artista do género Joy Williams. Todas as outras faixas foram escritas pela banda e por Allen Salmon.
A faixa "Black Box", tornou-se numa das músicas mais tocadas nas rádios de rock cristão, em Setembro de 2007.

## Faixas
1. "Casting Off" – 3:11
2. "Going Under" – 3:36
3. "Jesus to the World" – 3:31
4. "Right Now" – 3:43
5. "Black Box" – 3:18
6. "The Surface" – 2:49
7. "Let's Be Honest" – 3:32
8. "New Year" – 3:32
9. "Something to Deny" – 2:58
10. "Fears and Failures" – 3:36
11. "Cloud Cover" – 4:47

## Créditos
- Ben Olin - Vocal
- Jeremy Kunkle - Guitarra, vocal de apoio
- Brandon Paxton - Baixo
- Adam Smith - Guitarra
- Cameron Toews - Bateria